# Abolhassan Etessami
 (septembre 2022).
Pour les articles homonymes, voir Abolhassan.
Abolhassan Etessami, architecte, calligraphe, écrivain et peintre iranien, nait en 1903 et s’éteint en 1978. Son père, Ebrahim, originaire d’Ashtian, dirigea les finances de la province iranienne d’Azerbaïdjan. Il est le frère cadet de Youssef Etessami, fondateur du magazine Bahar et père de la poétesse Parvin Etessami.
Abolhassan Etessami étudie à Téhéran, à l’École Aghdassieh, au Collège Américain, et à l’École des Beaux Arts de Kamal-ol-molk. Puis il séjourne un temps à Ispahan où il s’intéresse à l’architecture et aux arts décoratifs.
Abolhassan Etessami est l’auteur d’une série de projets architecturaux, dont il réalise lui-même des maquettes détaillées. À la demande du Ministère Iranien des Beaux Arts, les maquettes sont envoyées à l’Exposition Universelle de Bruxelles de 1958, et remporte la médaille d’or du concours des présentations individuelles. Plus tard, les maquettes seront achetées par le Musée national d'Iran, et incluses dans la collection permanente des arts islamiques.
Parmi les œuvres peintes d’Abolhassan Etessami figurent notamment Ruines à Dowlat-Abad, Maison villageoise à Niavaran et L’intercession de Pasteur pour Napoléon. Son œuvre écrite comprend deux romans, Le malicieux Mohil-o-doleh et L’homme qui resta seul, une pièce de théâtre, et un traité d’architecture.

## Galerie

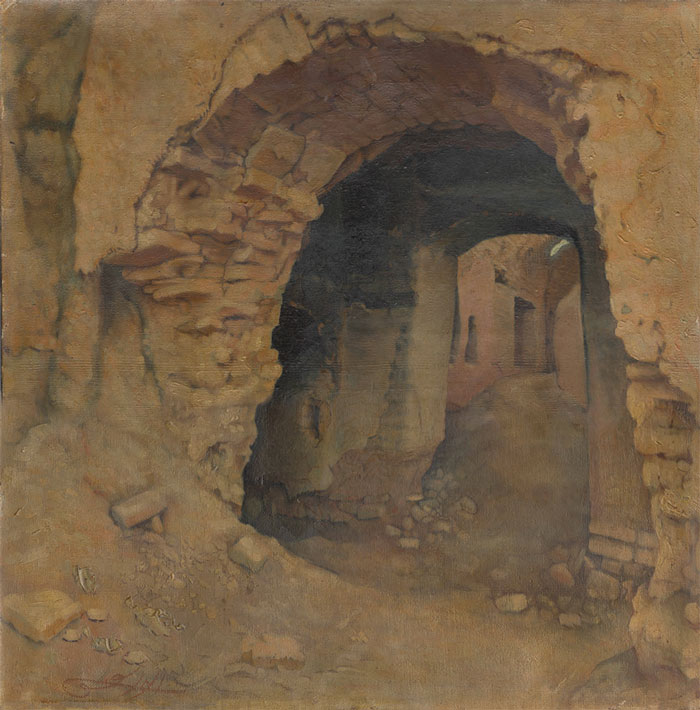
Ruines à Dowlat-Abad, circa 1925
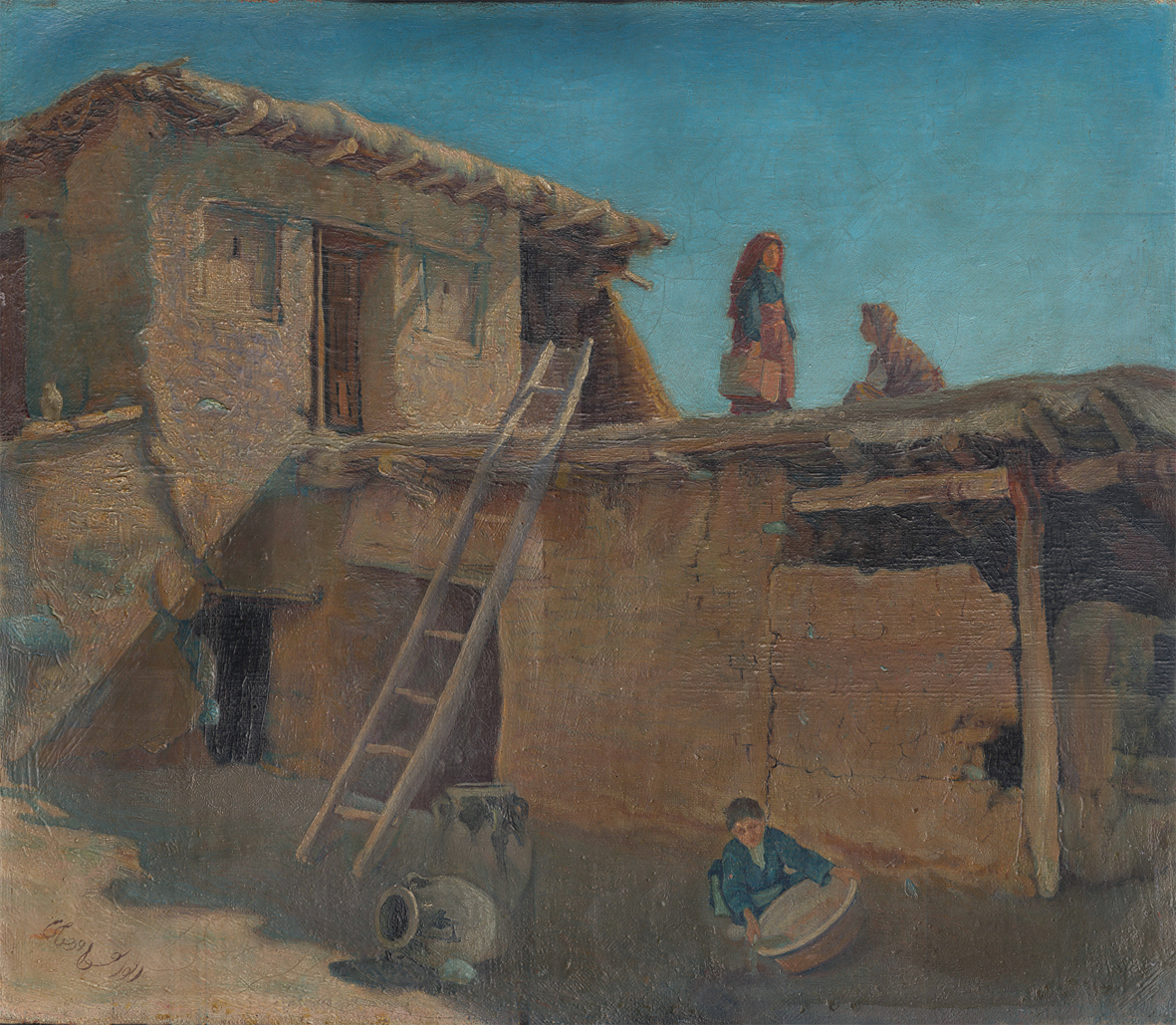
Maison villageoise à Niavaran, circa 1930

## Sources
- Dehkhoda, Ali Akbar. 1977. Note biographique. In Poèmes de Parvin Etessami, ed. Abolfath Etessami, p. 342. Téhéran: Abolfath Etessami.
- Etessami, Abolhassan. 1958. Note biographique. Bulletin de l’Université de Téhéran 374, p. 34-7.